# 新兴乡 (汉寿县)
新兴乡，是中华人民共和国湖南省常德市汉寿县下辖的一个乡镇级行政单位。位于湖南汉寿县县城以西15公里的沅水下游南岸。面积72.1平方公里,合108150亩。全乡辖15个行政村，1个居委会，共6519户，22663人，其中非农业人口1053人。盛产粮、棉、鱼、珍珠、黑杨、蔬菜等产品，物产丰富，素有“鱼米之乡”之称。

## 行政区划
新兴乡下辖以下地区：
新兴嘴社区、高凡村、祝家岗村、万福村、苏家口村、报国村、乾兴村、鲁家河村、杨李村、新兴村、西林村、铁路村、青泥村、军刘村、五里塘村和八角山村。